# Parafia Ewangelicko-Augsburska w Międzyrzeczu Górnym
Parafia Ewangelicko-Augsburska w Międzyrzeczu Górnym – parafia luterańska z siedzibą w Międzyrzeczu Górnym, należąca do diecezji cieszyńskiej Kościoła Ewangelicko-Augsburskiego w RP. Swoim zasięgiem obejmuje Międzyrzecze Górne, Międzyrzecze Dolne, Mazańcowice, Ligotę, Zabrzeg i Bronów. Według stanu na 1 stycznia 2025 parafia liczyła 536 wiernych.

## Historia
W okresie Reformacji większość mieszkańców Międzyrzecza przyjęła luteranizm. W 1565 ewangelickim stał się miejscowy kościół. Pierwszym proboszczem powstałej tutaj parafii luterańskiej został ks. ks. Baltazar Matthia. Kościół został odebrany wspólnocie ewangelickiej w 1654.
Na mocy ogłoszonego w 1781 patentu tolerancyjnego powstały parafie ewangelickie w Bielsku i Jaworzu. Ich członkami stali się również wierni z Międzyrzecza. Z parafii w Bielsku wyłoniła się następnie parafia w Starym Bielsku, gdzie 24 czerwca 1827 poświęcony został kościół Jana Chrzciciela. W skład nowo utworzonej parafii starobielskiej weszli również częściowo ewangelicy z rejonu Międzyrzecza, Mazańcowic, Ligoty oraz Bronowa.
Po Wiośnie Ludów w 1848 w Cesarstwie Austriackim nastąpiło równouprawnienie wyznań protestanckich względem dotąd panującego katolickiego uwieńczone wydaniem Patentu Protestanckiego w 1861. 23 kwietnia 1864 powstała nowa parafia ewangelicka w Międzyrzeczu Górnym, której częścią stały się za uzgodnieniem z macierzystymi parafiami w Jaworzu i Bielsku wchodzące do tej pory w ich skład gminy Bronów, Landek, Ligota, Mazańcowice, Międzyrzecze Dolne, Międzyrzecze Górne oraz Zabrzeg. Pierwszym proboszczem nowej parafii został ks. Andrzej Krzywoń. 1 listopada 1866 został poświęcony kościół ewangelicki w Międzyrzeczu Górnym.
Celem zachowania „charakteru ewangelicko-niemieckiego” przedstawiciele parafii w 1922 wyrazili chęć przyłączenia się do Ewangelickiego Kościoła Unijnego na polskim Górnym Śląsku, do czego jednak nie doszło.
W 1930 do użytku oddano filialną kaplicę cmentarną w Mazańcowicach.
Do czasu rozpoczęcia II wojny światowej nabożeństwa w kościele w Międzyrzeczu odbywały się na przemian w języku polskim oraz niemieckim, z racji posługiwania się na co dzień językiem niemieckim przez część członków zboru. W 1931 przy parafii została utworzona jednostka Związku Polskiej Młodzieży Ewangelickiej. Funkcjonował również chór oraz biblioteka pod kierownictwem zaangażowanych w działalność propolską nauczycieli Edwarda Cienciały oraz Adama Szurmana.
W 1945 z powodu działań wojennych został uszkodzony budynek kościoła. Po zakończeniu wojny część z dotychczasowych parafian zmuszona była do wyjazdu do Niemiec, natomiast niektórzy przeprowadzili się do miejscowości zlokalizowanych w okolicy wsi, jak Bielsko czy Jaworze.
W okresie powojennym dzięki ówczesnemu proboszczowi ks. Gustawowi Molinowi doszło do remontu kościoła w Międzyrzeczu oraz kaplicy w Mazańcowicach, jak również pozostałych budynków parafialnych uszkodzonych podczas wojny.
W 1982 stanowisko proboszcza objął ks. Jan Lech Klima. Podczas trwania jego kadencji doszło do kolejnych remontów budynków pozostających własnością parafii. W 1993 miało miejsce zniszczenie przez pożar międzyrzeckiego kościoła rzymskokatolickiego, w związku z czym z inspiracji ks. Klimy oraz Rady Parafialnej miejscowa wspólnota rzymskokatolicka rozpoczęła trwające siedem lat współużytkowanie kościoła ewangelickiego w celu prowadzenia tu niedzielnych mszy oraz innych ważnych uroczystości, jak chrzty, pierwsze komunie, bierzmowania, śluby i pogrzeby. Użyczenie kościoła doprowadziło do zacieśnienia relacji ekumenicznych między miejscową parafią ewangelicką i rzymskokatolicką, a za pomoc tę ks. Janowi Klimie w 2003 została przyznana Nagroda im. ks. Londzina.
26 stycznia 2003 miało miejsce wprowadzenie w urząd nowego proboszcza, którym został ks. Andrzej Dyczek.

## Liczba wiernych
| Rok  | Liczba wiernych |
| ---- | --------------- |
| 1923 | 2000            |
| 1925 | 1900            |
| 1937 | 1890            |
| 1950 | 950             |
| 2016 | 520             |
| 2017 | ~550            |
| 2024 | 532             |
| 2025 | 536             |

## Galeria

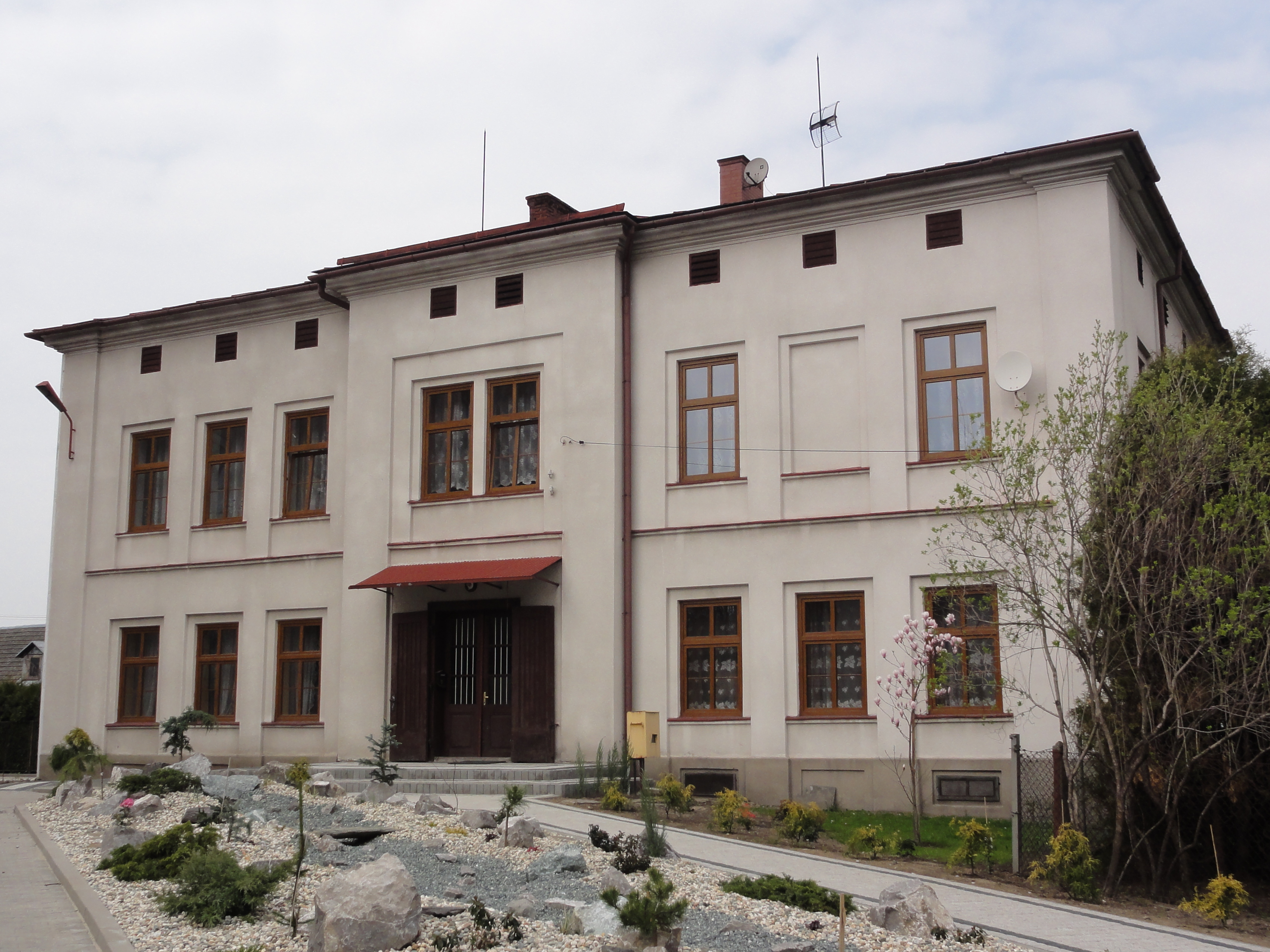
Budynek parafialny
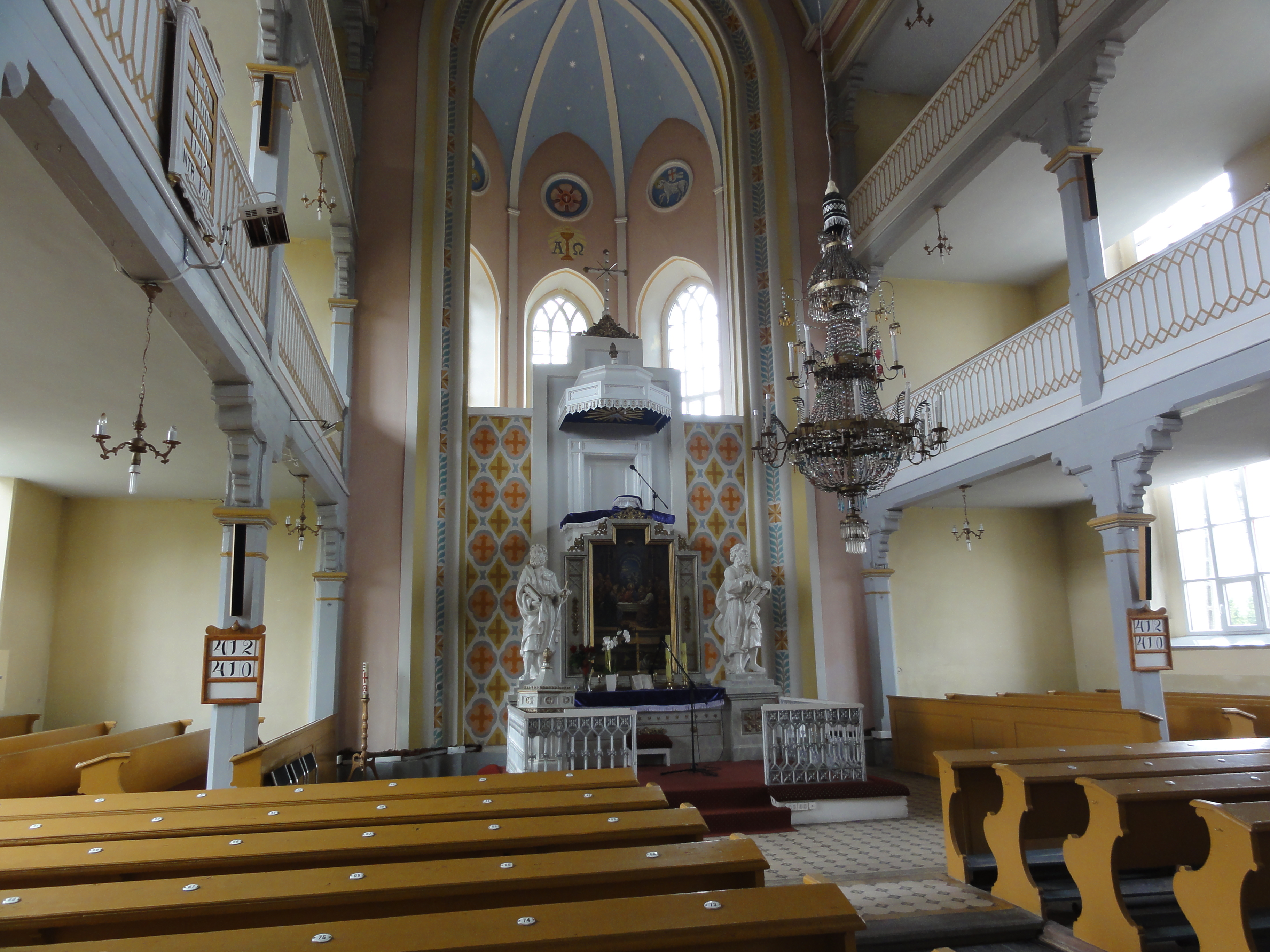
Wnętrze kościoła parafialnego
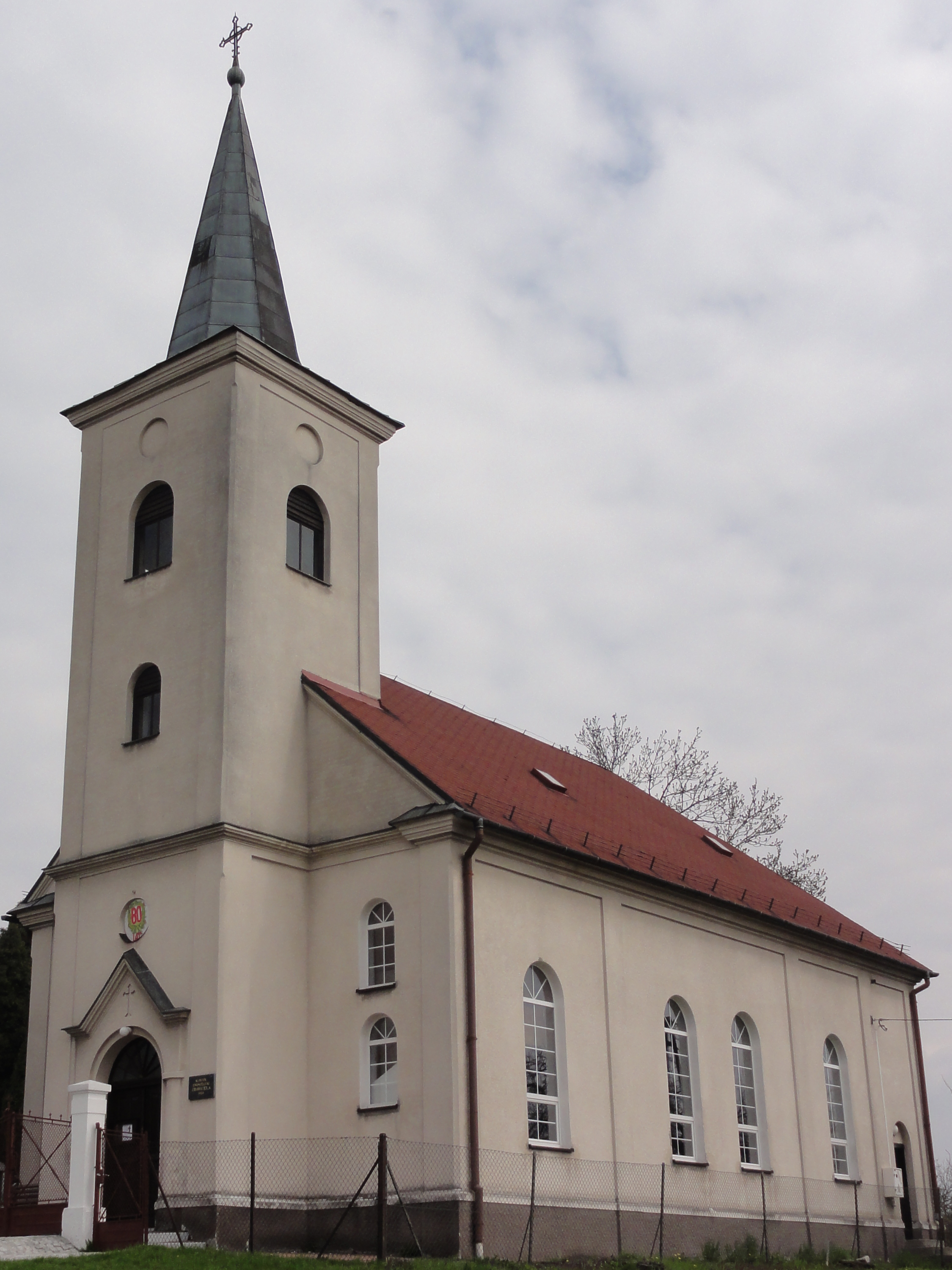
Kościół filialny w Mazańcowicach
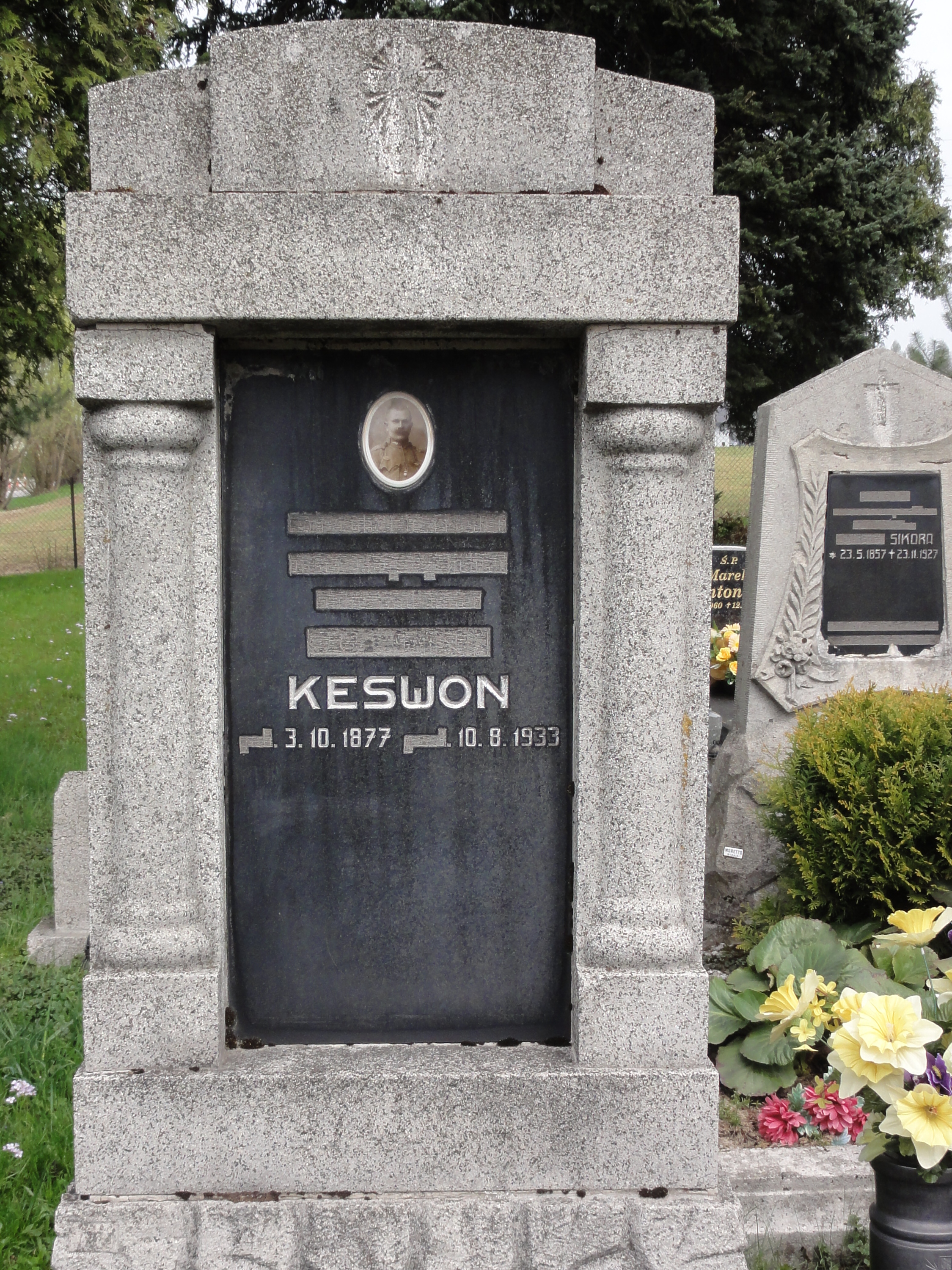
Nagrobek ze zdartymi niemieckimi napisami w Mazańcowicach